# منتخب مالطا لدوري الرغبي
منتخب مالطا لدوري الرغبي (بالإنجليزية: Malta national rugby league team)‏ هو ممثل مالطا الرسمي في المنافسات الدولية في دوري الرغبي.